# Neoclosterus curvipes
Neoclosterus curvipes es una especie de escarabajo longicornio del género Neoclosterus, tribu Plectogasterini, orden Coleoptera. Fue descrita científicamente por Heller en 1899.
El período de vuelo ocurre durante todos los meses del año.

## Descripción
Mide 37-50 milímetros de longitud.

## Distribución
Se distribuye por Camerún, Costa de Marfil, Gabón, Ghana, República Centroafricana, República Democrática del Congo, República del Congo, Sierra Leona y Togo.